# Leucocarbo purpurascens
Il cormorano delle Macquarie (Leucocarbo purpurascens J. F. von Brandt, 1837) è un uccello appartenente alla famiglia dei Falacrocoracidi diffuso sull'isola Macquarie e sugli scogli vicini, tra i quali Bishop e Clerk Islets.